# AEW世界王座
AEW世界王座（AEW World Championship）は、AEWが管理・認定する王座。

## 歴史
2019年1月1日にAEWの旗揚げと、5月25日にPPV「Double or Nothing」を開催することを発表。
初代王座決定戦には「Double or Nothing」前座のカジノバトル・ロワイアルを制したアダム・ペイジと、メインイベントを制したクリス・ジェリコが進出した。
8月31日のPPV「All Out」で初代王座決定戦が行われ、勝者のクリス・ジェリコが初代王者に戴冠した。
第5代王者のCMパンクは、王座奪取後の2022年6月3日（米国時間）に怪我による手術のため欠場する事を発表したが、王座返上はせず暫定王座を設けることとなり、6月26日（米国時間）のシカゴ大会にて、ジョン・モクスリーと棚橋弘至による王者決定戦が行われることとなった。

## 歴代王者
| 歴代   | チャンピオン               | 戴冠回数 | 保持日数 | 日付           | 場所                                                       |
| ------ | -------------------------- | -------- | -------- | -------------- | ---------------------------------------------------------- |
| 初代   | クリス・ジェリコ           | 1        | 182日    | 2019年8月31日  | イリノイ州ホフマンエステーツ、シアーズ・センター           |
| 第2代  | ジョン・モクスリー         | 1        | 277日    | 2020年2月29日  | イリノイ州シカゴ、ウィントラスト・ アリーナ                |
| 第3代  | ケニー・オメガ             | 1        | 346日    | 2020年12月2日  | フロリダ州ジャクソンビル、デイリーズ・プレイス             |
| 第4代  | アダム・ペイジ             | 1        | 197日    | 2021年11月13日 | ミネソタ州ミネアポリス、ターゲット・センター               |
| 第5代  | CMパンク                   | 1        | 87日     | 2022年5月29日  | ネバダ州パラダイス、T-モバイル・アリーナ                   |
| 第6代  | ジョン・モクスリー         | 2        | 11日     | 2022年8月24日  | オハイオ州クリーブランド、ウォルスタイン・センター         |
| 第7代  | CMパンク                   | 2        | 3日      | 2022年9月4日   | イリノイ州ホフマンエステーツ、ナウ・アリーナ               |
| 第8代  | ジョン・モクスリー         | 3        | 59日     | 2022年9月21日  | ニューヨーク州ニューヨーク、アーサー・アッシュ・スタジアム |
| 第9代  | MJF                        | 1        | 406日    | 2022年11月19日 | ニュージャージー州ニューアーク、プルデンシャル・センター   |
| 第10代 | サモア・ジョー             | 1        | 113日    | 2023年12月30日 | ニューヨーク州ユニオンデール                               |
| 第11代 | スワーブ・ストリックランド | 1        | 126日    | 2024年4月21日  | ミズーリ州セントルイス、チャイフェッツ・アリーナ           |
| 第12代 | ブライアン・ダニエルソン   | 1        | 48日     | 2024年8月25日  | イギリス・ロンドン、ウェンブリー・スタジアム               |
| 第13代 | ジョン・モクスリー         | 4        | 273日    | 2024年10月12日 | ワシントン州タコマ、タコマ・ドーム                         |